# Nguyễn Tường San
Nguyễn Tường San  (sinh ngày 4 tháng 6 năm 2000 tại Hà Nội) là một á hậu và người mẫu người Việt Nam. Cô là Á hậu 2 cuộc thi Hoa hậu Thế giới Việt Nam 2019 và đại diện Việt Nam tại Hoa hậu Quốc tế 2019, một trong ba cuộc thi sắc đẹp lớn nhất thế giới.

## Tiểu sử
Xuất thân trong một gia đình khá giả khi cả mẹ và chị gái đều theo ngành thời trang, chính vì có mối liên hệ này mà người đẹp đã được cộng đồng mạng biết đến nhiều hơn. Cô là bạn thân của diễn viên Bảo Hân, nữ diễn viên làm
mưa làm gió với bộ phim Về nhà đi con. San tiết lộ, chính Bảo Hân đã động viên và thuyết phục cô tham gia cuộc thi Hoa hậu Thế giới Việt Nam 2019.
Khi bắt đầu tham gia làm ảnh mẫu từ khi còn học cấp 3 tại Trường Trung học phổ thông Phan Đình Phùng, Hà Nội, Tường San đã trở thành gương mặt được nhiều nhãn hiệu săn đón. Trong một lần làm mẫu cho chị đi chụp hình, Tường San đã gây ấn tượng và từ đó những lời mời làm mẫu ảnh, chụp hình lookbook cứ thế đến cô; Tường San còn từng mê hoặc mọi người khi biến hóa thành nhiều phong cách khác nhau trong MV Gene của Binz.
Vào năm 2019, Nguyễn Tường San tham gia cuộc thi Hoa hậu Thế giới Việt Nam lần đầu tổ chức và đã đạt danh hiệu Á hậu 2, cùng Hoa hậu là Lương Thùy Linh và Á hậu 1 là Nguyễn Hà Kiều Loan. Với tư cách Á hậu Thế giới Việt Nam 2019, ban đầu cô được Á hậu 1 Hoa hậu Việt Nam 2014 Nguyễn Trần Huyền My trao sash đại diện Việt Nam tại Hoa hậu Liên lục địa 2019. Tuy nhiên, về sau Á hậu 2 Hoa hậu Việt Nam 2018 Nguyễn Thị Thúy An đã thay thế cô và Tường San trở thành đại diện Việt Nam tại cuộc thi Hoa hậu Quốc tế 2019 diễn ra ở Nhật Bản và lọt Top 8 chung cuộc, đồng thời nhận được giải thưởng Trang phục dân tộc đẹp nhất (Best National Costume).
Ngoài ra, trong cuộc thi trên, cô còn lọt vào Top 3 người mẫu thời trang, Top 5 người đẹp tài năng.
Trở thành đại diện của Việt Nam tại Hoa hậu Quốc tế 2019 tổ chức tại Nhật Bản, trong suốt quá trình thi Tường San liên tục chia sẻ trên trang cá nhân của mình những hình ảnh hoạt động mà cô tham gia. Một mình tại nơi xa lạ, Tường San phải tự mình trang điểm, xử lý các vấn đề xảy ra và đối mặt với nhiều áp lực, trước thềm chung kết hai ngày, bộ quốc phục của Tường San gặp vấn đề.
Cụ thể, chiếc mấn trong trang phục truyền thống bị gãy, vì thế người đẹp sinh năm 2000 đã phải dậy từ rất sớm và tìm cách khắc phục. Đến chiều ngày 12 tháng 11 năm 2019, vượt qua nhiều người đẹp từ khắp nơi trên thế giới, Tường San đã ghi tên vào top 8 thí sinh nổi trội nhất tại Hoa hậu Quốc tế 2019. Bên cạnh đó, cô còn giành giải Trang phục dân tộc đẹp nhất.

## Đời tư

### Kết hôn
Vào tháng 04 năm 2020, Á hậu Tường San từng vướng nghi vấn đã có bạn trai khi đeo nhẫn đính hôn ở ngón áp út và sẽ rút lui về hậu trường.
Nhưng đó cũng chỉ là tin đồn khi cho đến ngày 26 tháng 11 năm 2020, Á hậu Tường San đã chính thức thông báo rằng mình sẽ kết hôn vào cuối tháng 11, chồng cô sinh năm 1991, cả hai gia đình đều biết nhau trước đó. Cô quyết định "theo chồng bỏ cuộc chơi", cùng anh tiến đến hôn nhân vì nhận ra đây là người mình muốn gắn bó lâu dài dù mới 20 tuổi và cũng đang trong nhiệm kỳ.